# 台灣機車路權促進會
台灣機車路權促進會，簡稱機促會，成立於2015年10月，成立目的主要為推動台灣的道路平權，監督中華民國政府改善過時的交通規劃，以提升用路品質。

## 背景

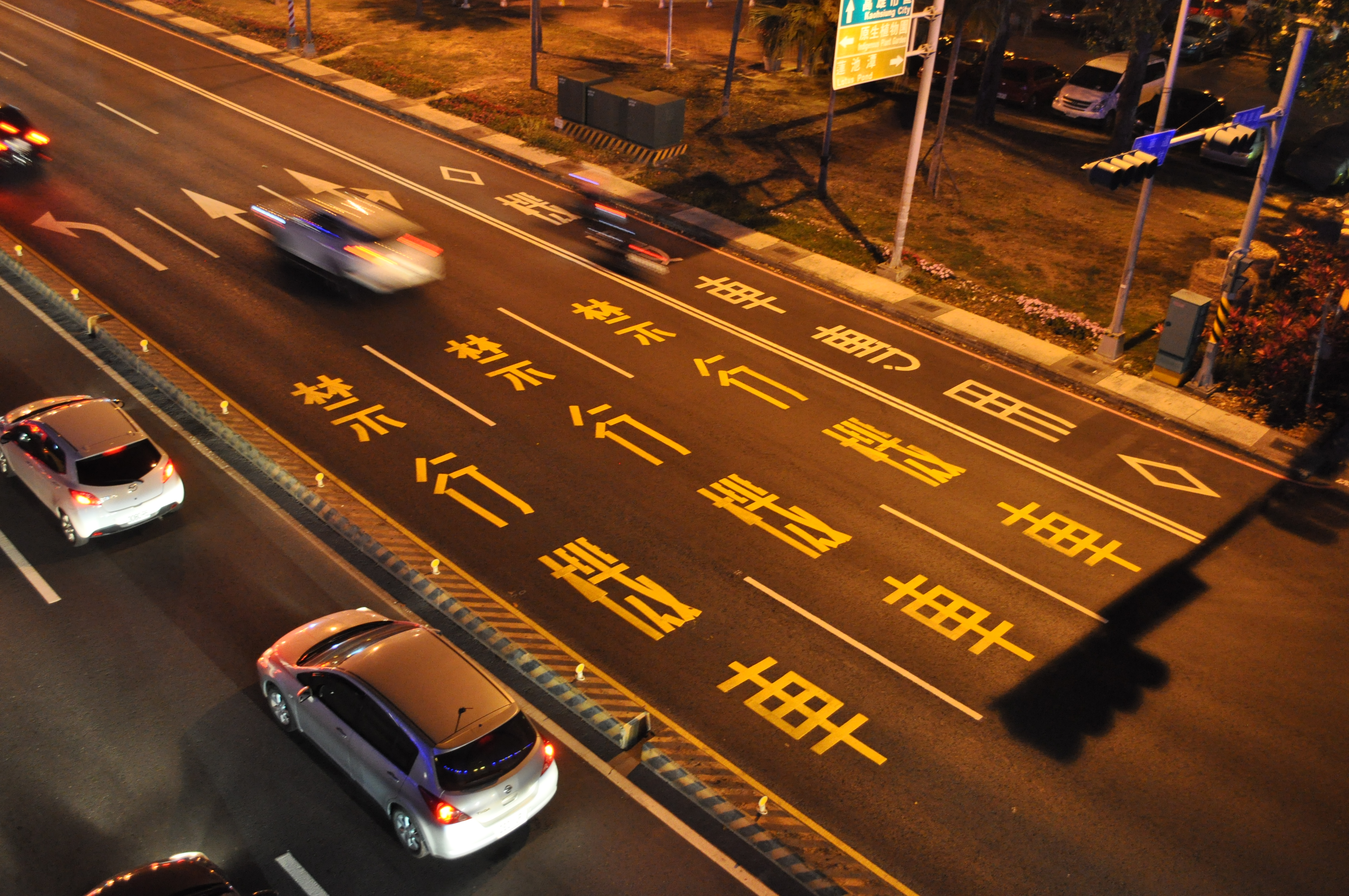
設有禁行機車標線的翠華路

臺灣機車管制始見1975年，由時任臺灣省政府主席謝東閔提出此措施。1978年時任臺北市市長李登輝，針對忠孝西路、忠孝東路、中山北路、中山南路至士林、羅斯福路至新店路段，改為汽車專用，為禁行機車政策性之首例。1981年為解決中山高速公路回堵問題，將臺北市光華橋改為汽車專用。

## 主要訴求
台灣機車路權促進會主要訴求如下：
1. 提倡汽機車平權、互相尊重的用路環境。
2. 檢討不合理標線畫設路段。
3. 督促政府提升道路品質。
4. 有關交通各方面的討論。
5. 推動車輛改裝合法化。

## 陳抗方式
目前常見以「合乎現行交通法規」手段進行抗議，利用大量機車集體遵守交通法規的方法，造成讓法規與道路設計的缺陷放大，凸顯現行規定的不合理與破綻。
待轉大富翁
依照「道路交通安全規則」第99條規定，二車道以上無標線、標誌路口，機車需依規定兩段式左轉；「道路交通標誌標線號誌設置規則」第65條規定，若設有遵20（機車強制兩段式左轉牌面），應進行兩段式左轉。否則可依「道路交通管理處罰條例」第48條進行開罰。
透過在同一個路口之四處機車待轉區，進行無限待轉，導致路口癱瘓、壅塞，以凸顯待轉區設計之不合理，且設置在交通行車衝突區的路口更加危險。
乖寶寶運動
「道路交通安全規則」第93條規定，無標線、標誌路段時需依規定，行車時速不得超過五十公里。但在設有快慢車道分隔線之慢車道，時速不得超過四十公里，未劃設車道線、行車分向線或分向限制線之道路，時速不得超過三十公里。而「道路交通標誌標線設置規則」第85條、179條設有限速標誌、標線處，車輛駕駛人前方道路最高行車時速之限制，不得超速。否則可依「道路交通管理處罰條例」第40條、第43條進行開罰。此外設置測速照相機，使得道路車速為了避免受罰而必須減速。
透過在封閉道路或山區主要單線道路上，以符合道路最高速限以下速度的方式行駛，利用後車無法超車的特性，導致路段車流速大幅降低，車輛出現壅塞、回堵的情況，以凸顯速限不合理且無科學依據，且不利於改善交通品質。

## 禁行機車政策沿革
- 1975年時任臺灣省政府主席謝東閔提出管制措施：

1. 劃定特殊路段及部分道路快車道，禁止機車行駛。
2. 劃定機車專用道
3. 禁止機車在多線道內側及中線道行駛

- 1978年時任臺北市市長李登輝，針對忠孝東路、忠孝西路、中山南路、中山北路至士林、羅斯福路至新店，改為汽車專用，為禁行機車政策性首例。

## 路權運動
台灣機車路權促進會過去通常會舉辦待轉大富翁以及乖寶寶運動的活動，來要求政府單位取消強制兩段式左轉以及促進兩輪車輛之路權平等，例如新北市政府宣佈取消部分強制兩段式左轉標誌標線，改用路牌告知民眾是否可以免兩段式左轉之標示，以及讓機車如同小客車的左轉方式去因應。
- 待轉大富翁：在需要強制待轉之重要路口循環待轉，來凸顯強制待轉之交通危險性以及不可行性。
- 乖寶寶運動：以機車以小客車駕車方式排隊。在國外機車騎士駕車方式有別於台灣，騎士會把自己當成一台小客車來保持前後安全車距，而國外自行車之團體亦常以此方式表達路權平等訴求。

上述運動內容並未違反道路交通管理處罰條例，因此中華民國警察會以違反道路交通管理處罰條例第60條：不服從交通警察或依法令執行交通指揮之方式。以強制力指揮騎士往特定路口行駛，以疏導交通。

## 各地改善
自2015年起，經過多年的路權運動提倡下，有多位政界人士紛紛響應支持，並提供協助與政府交通規劃單位之溝通橋樑。
新北市政府交通局為了提升行車動線順暢，其實在2015年至2016年間取消了部分路段機車兩段式左轉，直接開放33處路口機車可以直接左轉，車禍略為下降。
桃園市政府交通局在2016到2018年即針對17個路段取消兩段式左轉，經過統計車禍發生率降低了四成。
時任時代力量苗栗縣議員曾玟學在當地經常邀集當地交通單位以及里長偕同會勘來改善交通。
高雄市政府交通局於2020年底表示，未來高雄單向兩車道道路將朝全面取消「禁行機車」標字，且原則開放直接左轉。

## 事件
- 2019年12月31日，台灣機車路權促進會不滿交通部公路總局禁止大型重型機車行駛南迴公路改善路段，號召群眾於通車日抗議。有多名成員駕駛小型車，以20km/h之速率併排行駛，造成後方車流回堵。[8]

- 2021年12月24日，台灣機車路權促進會不滿新北市政府交通局設置兩段式轉彎標誌與禁行機車，號召群眾抗議，其活動名稱為「待轉大遶境，誕辰大歡慶」。於18時30分，羅姓成員爬上號誌桿，拆下兩段式左轉標誌牌，交由莊姓同夥砸毀，警方依刑法第138條毀損公物現行犯，逮捕羅男及莊男。朱男不滿同伴被逮，對帶隊約制的新北市交通大隊副大隊長林德清比中指，也被刑法第140條侮辱公務員現行犯逮捕，移送法務部臺灣新北地方檢察署偵辦；20名群眾到警所聲援，遭警方強勢驅離。[9]
- 2022年7月9日，台灣機車路權促進會與其他人民團體聯合舉辦「交通解嚴大遊行」活動，號召機車車友上凱道抗爭，並向主管機關申請路權「機慢車行駛忠孝西路部分禁行路段」，遊行路線行經長達40年禁行機慢車的忠孝西路[10][11]。

## 影響
待轉大富翁和乖寶寶運動，兩者運動皆符合交通法規，但如果參與人數眾多，會影響交通甚鉅，造成周邊交通癱瘓及混亂，也造就了惡意守法這一奇怪詞語的出現。待轉大富翁和乖寶寶運動內容本身，雖未違反道路交通安全規則，因此警察會以騎士違反道路交通安全規則第102條第1項第1款，不服從警察指揮，依道路交通管理處罰條例第60條第2項第1款製單舉發。並指揮騎士往特定路口行駛，以疏導交通。
參加成員亦有現職警務人員或公路工程人員等公職人員，在非公務值勤期間透過此舉表達訴求。而曾見反對交通改善之警務人員，常會在利用在道路會勘期間，利用職務之便要求交通規劃單位以車種方流方式設計道路來造成反效果，但在該路段因此發生事故時卻將責任推託給交通規劃單位。

## 外部連結
- YouTube上的台灣機車路權促進會頻道
- 台灣機車路權促進會的Facebook專頁
- 台灣機車路權促進會的Instagram帳戶